# Balansnivå
Balansnivå – inom teknisk aktie- och indexanalys – är den prisnivå som utgör stöd/motstånd och som ligger närmast balansvärdet i en jämviktspendling.
Balansvärdet i en jämviktspendling är mittenvärdet mellan föregående botten- och toppnivå. Balansnivåer är mycket användbara inom teknisk analys då dessa nivåer ofta utgör en stark köpsignal vid brott i stigande (positiv) trend och tvärt om en säljsignal vid brott av en balansnivå i fallande (negativ) trend.